# مردم‌کشی
مردم‌کشی (Democide) از دو واژه مردم (demos) و کشتار (cide) برگرفته شده‌است. مبدع این واژه آر جی رومل بوده که آن را به واسطه قتل‌عام‌ها و کشتارهای داخلی که تحت لوای مبارزات سیاسی و کشتارهای سیاسی شناخته شده‌است و خود به نوعی مصداق نسل‌کشی محسوب می‌شود.
این کشتارهای داخلی سازمان یافته، بیشتر توسط دولت‌ها و ارکان سیاسی کشورهایی تدارک دیده می‌شود که توانایی برخورد منطقی با مخالفین را نداشته و برای بیرون راندن آنها را صحنه سیاست به حذف فیزیکی آنها اقدام و دست به قتل‌عام آنها زده‌اند.

## تعریف واژه کشتار داخلی
براساس گفته‌های رومل، نسل‌کشی سه معنای متفاوت دارد. تعریف عام آن در رابطه با کشتار مردم توسط دولت‌ها بر اساس ویژگی‌های نژادی، قومی، مذهبی یا ملیتی می‌باشد.
تعریف قانونی نسل‌کشی بازمی‌گردد به معاهده بین‌المللی «جلوگیری و تنبیه جرم نسل‌کشی» که در سازمان ملل متحد به امضا اعضا آن رسید. این موضوع همچنین شامل اعمال غیرمرگ آوری که موانع بسیار جدی بر سر گروه‌های خاص ایجاد می‌کند نیز هست مانند جلوگیری از تولد یا مبادله کودکان بین گروه‌ها به شیوه‌های جبری برای ایجاد مانع بر سر تشکیلات گروه خاص.
مفهوم کلی نسل‌کشی بیشتر به معنی عام آن نزدیک است با این تفاوت که این مفهوم کلی شامل کشتار سیاسی داخلی و خارجی نیز می‌شود. از آنجا که نمی‌خواهیم با بیان این مفاهیم خوانندگان را سر در گم کنیم به این بسنده می‌شود که رامل مفهوم کشتار داخلی را برای مصداق سوم به کار برد یعنی «پاک سازی سیاسی» توسط دولت‌های حاکم بر کشورها. این تعریف همچنین شامل تدارک دیدن و اسپانسر شدن دولت‌ها به صورت غیر مستقیم در جریان یک کشتار نیز صدق می‌کند.
در پیکر بندی تعریفی که رومل از کشتار داخلی داشت به این موضوع نیز اشاره شده که «بی اعتنایی عمدی برای فراهم کردن وسائل نابودی یک گروه خاص نیز در زمره مصداق‌های نسل‌کشی می‌باشند» و با این تفسیر جدید، بسیار از مرگهایی که در جهان رخ می‌دهند و همه بر اثر لاپوشانی دولت‌ها و گروه‌های ذی‌نفع انجام می‌گیرند مانند گرسنگی دادن عمدی، جلوگیر از ارائه خدمات پزشکی و تبعید به مناطق بد آب و هوا و امثالهم نیز قابلیت اعلام جرم بر اساس جرم نسل‌کشی را دارا می‌باشند.
رومل به نحوی خردمندانه کشته شدگان جنگی را از تعریف کشتار داخلی بیرون گذاشت. مجازات اعدام، عملیات‌ها اجرا شده در طی مقابله با حوادثی مانند شورش یا ازدحام عمومی یا کشته‌های پشت جبهه که هنگام عملیات نظامی بر جا می‌مانند، مصداق کشتار داخلی محسوب نمی‌شوند. مثال بارز کشتار داخلی، کشتار کنگو توسط رهبر شوروی سابق استالین و عمل مائو زدونگ (رئیس‌جمهور چین بین سالهای ۱۹۴۹–۱۹۵۹ که یکی از سران حزب کمونیست چین بود) در اقدام به ایجاد قحطی عمدی که منجر به مرگ میلیونها نفر چینی شد و نامش را یک گام بزرگ به جلو گذاشته بود، می‌باشد.
به گفته رومل این جرایم جزو نسل‌کشی نمی‌باشند زیرا بر اساس گروه‌های خاص (مانند نژادی یا قومی) و انتخابی، طبقه‌بندی نمی‌شوند بلکه طیفی از مخالفین داخلی را هدف می‌گیرند و برای همین هم او واژه کشتار داخلی را به عنوان مکملی بر نسل‌کشی ابداع کرد.